# Bart Zoet
Hubertus Balthazar „Bart” Zoet (ur. 20 października 1942 w Sassenheim, zm. 13 maja 1992 tamże) – holenderski kolarz szosowy i torowy, mistrz olimpijski.

## Kariera
Największy sukces w karierze Bart Zoet osiągnął w 1964 roku, kiedy wspólnie z Gerbenem Karstensem, Evertem Dolmanem i Janem Pieterse zdobył złoty medal w drużynowej jeździe na czas podczas igrzysk olimpijskich w Tokio. Był to jedyny medal wywalczony przez Zoeta na międzynarodowej imprezie tej rangi. Na tych samych igrzyskach zajął także 20. miejsce w indywidualnym wyścigu ze startu wspólnego. Poza igrzyskami wygrywał między innymi szosowe kryteria w Acht van Chaam (1961), Delft (1963), GP Stad Sint-Niklaas i Grote 1-Mei Prijs (1965), Eindhoven (1966) oraz Heusden (1968). Ponadto dwukrotnie zdobywał brązowe medale torowych mistrzostw Holandii w indywidualnym wyścigu na dochodzenie (1966 i 1967). Nigdy nie zdobył medalu na szosowych ani torowych mistrzostwach świata.